# Washington Wizards 2004-2005
La stagione 2004-05 dei Washington Wizards fu la 44ª nella NBA per la franchigia.
I Washington Wizards arrivarono secondi nella Southeast Division della Eastern Conference con un record di 45-37. Nei play-off vinsero il primo turno con i Chicago Bulls (4-2), perdendo poi la semifinale di conference con i Miami Heat (4-0).

## Roster
| N° | Naz.                   | Ruolo | Sportivo         | Anno | Alt. | Peso |
| -- | ---------------------- | ----- | ---------------- | ---- | ---- | ---- |
| 0  | Stati Uniti (bandiera) | G     | Gilbert Arenas   | 1982 | 191  | 87   |
| 1  | Stati Uniti (bandiera) | A     | Jared Jeffries   | 1981 | 211  | 104  |
| 2  | Stati Uniti (bandiera) | G     | Steve Blake      | 1980 | 191  | 78   |
| 3  | Stati Uniti (bandiera) | G     | Juan Dixon       | 1978 | 191  | 74   |
| 4  | Stati Uniti (bandiera) | A     | Antawn Jamison   | 1976 | 203  | 101  |
| 5  | Stati Uniti (bandiera) | A     | Kwame Brown      | 1982 | 211  | 122  |
| 7  | Stati Uniti (bandiera) | GA    | Laron Profit     | 1977 | 196  | 93   |
| 8  | Stati Uniti (bandiera) | G     | Anthony Peeler   | 1969 | 193  | 94   |
| 10 | Stati Uniti (bandiera) | A     | Damone Brown     | 1979 | 206  | 91   |
| 20 | Stati Uniti (bandiera) | G     | Larry Hughes     | 1979 | 196  | 83   |
| 24 | Stati Uniti (bandiera) | A     | Jarvis Hayes     | 1981 | 201  | 100  |
| 33 | Stati Uniti (bandiera) | C     | Brendan Haywood  | 1979 | 213  | 122  |
| 34 | Porto Rico (bandiera)  | C     | Peter John Ramos | 1985 | 221  | 125  |
| 36 | Stati Uniti (bandiera) | A     | Etan Thomas      | 1978 | 206  | 116  |
| 51 | Stati Uniti (bandiera) | A     | Michael Ruffin   | 1977 | 206  | 112  |
| 52 | Stati Uniti (bandiera) | A     | Samaki Walker    | 1976 | 206  | 109  |

## Staff tecnico
- Allenatore: Eddie Jordan
- Vice-allenatori: Phil Hubbard, Mike O'Koren, Tom Young
- Preparatore atletico: Eric Waters